# Rebicsek Richárd
Rebicsek Richárd (Mezőkövesd, 1976. március 29. –) magyar színész, a Bűnök és szerelmek című filmsorozat Bodzás Lorenzoja.

## Pályafutása
Korábban már több filmben is statisztált. Pl. a Max című filmben, az országos ismeretséget a Bűnök és szerelmek című sorozat hozta meg számára.

## Családja
Édesanyja nyugdíjas, édesapja a postán dolgozik, illetve van egy öccse is.